# Alexander Roslin
Alexander Roslin, född 15 juli 1718 i Malmö, död 5 juli 1793 i Paris, var en svensk porträttmålare. Från 1750-talet var han i huvudsak verksam i Paris.

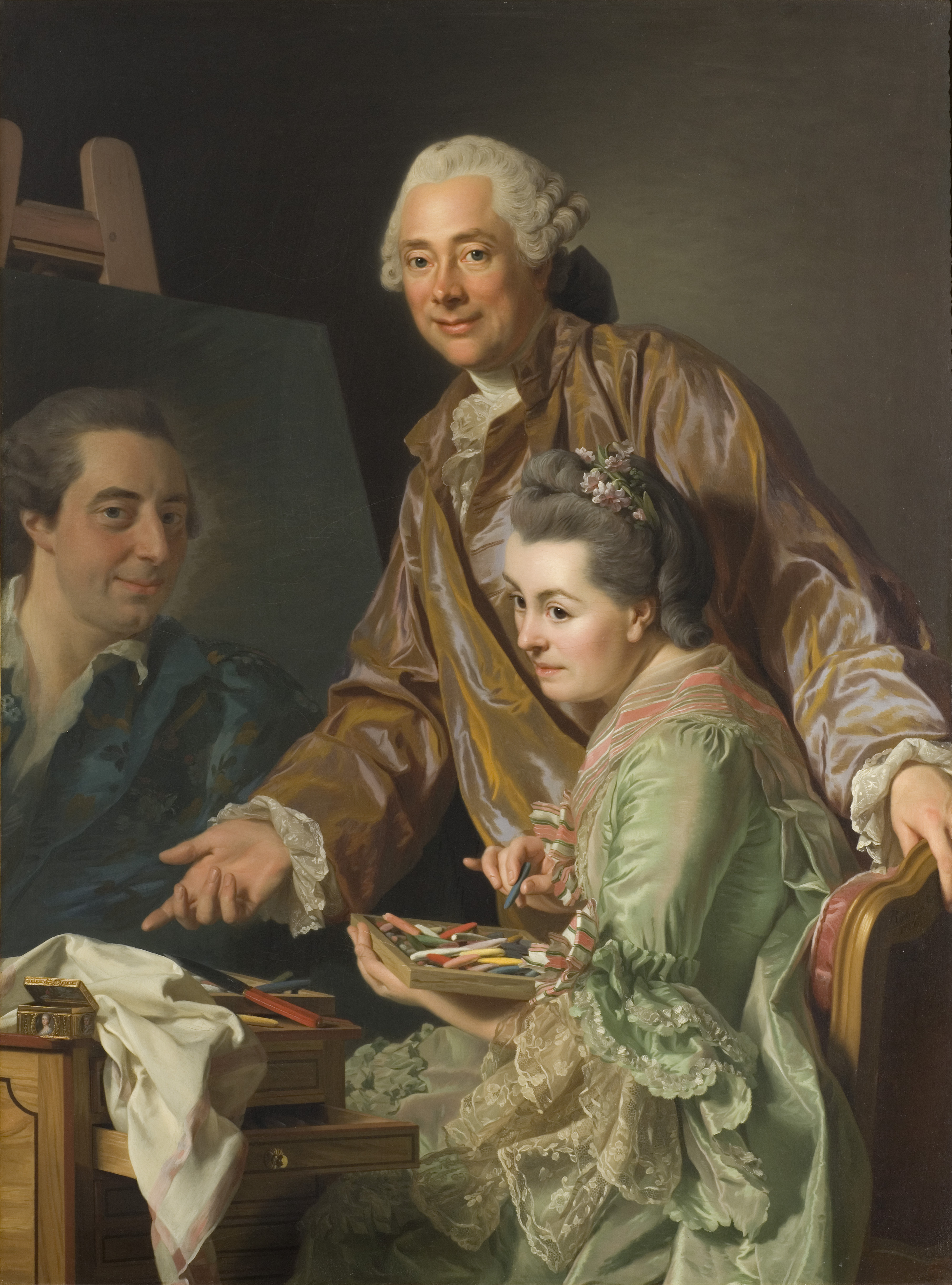
Alexander Roslin, Konstnären och hans hustru Marie Suzanne Giroust målande Henrik Wilhelm Peills porträtt, 1767.

I Paris vann Roslin stor ryktbarhet och invaldes i franska konstakademin. Hans tidiga porträtt är utförda i ljusa och svala färger och visar på inflytande från Jean-Marc Nattier, till exempel porträttet Friherrinnan de Neubourg-Cromière (1756). Under 1760-talet märks tendenser till ett formsträngare och färgkraftigare måleri, till exempel porträttet av hustrun, Damen med slöjan (1768) och Brukspatron John Jennings, hans bror och svägerska (1769).
Roslin var framför allt en mästerlig skildrare av stoffer och karnation men kunde även måla psykologiskt inträngande porträtt. Han uppvisade i sitt skapande en blandning av lyhördhet för tidens smak och stor skicklighet. Denna kombination gjorde stor lycka hos den parisiska aristokratin.

## Biografi

### Tidiga år
Alexander Roslin var son till amiralitetsmedikus Hans Roslin och Katarina Wertmüller. Fadern var läkaren Hans Roslin den yngre, denne var av Stockholmssläkt och hade sedan 1714 varit "Gouvernements-Medicus" i Skåne, men hade 1718 som en följd av den allmänna depressionen förlorat sina officiella uppdrag. Han fick istället försörja sig som stadsläkare och på privata uppdrag. Modern var kusin med livmedikusen Johan Ulrik Wertmüller, far till konstnären Adolf Ulrik Wertmüller, som således var syssling med Alexander Roslin.
Alexander Roslins familj härstammade från Stockholm och hans äldste kände förfader hette Bengt Mattsson Roselin (död 1653) och han försörjde sig framgångsrikt som tolk och översättare från ryskan. Bengt Mattsson Roselin var först kansliskrivare i kungliga kansliet (1614), sedan translator i ryska språket. Död efter 15 augusti 1653 i Stockholm och begraven 30 november 1653 i Storkyrkan, där han ägde grav. Han kallas i handlingarna merendels Bengt Ryssetolk samt "synes för sina tjänster hava erhållit förläningar i Ingermanland". Sönerna tog upp namnet Roselin (Roslin) och en son i andra giftet, rådmannen i Stockholm Hans Roslin blev farfader till Alexander Roslin. Bengt Mattsson Roselins båda söner tog sig efternamn med förleden Ros-. Bengts äldste son Johan Bengtsson Roselin (Johan Rosenlindt) (1617–1657) övertog faderns yrke och adlades år 1650 Rosenlindt, ett namn som med släkten fortlever i Finland. Johan Roselin blev mördad i Polen 1657 under en beskickning. Ryss och Ryssland anses ha ett språkligt samband med Roslagen, varifrån Ryssland en gång koloniserats. Bengt Mattsson Roselins yngste son, Hans Roslin den äldre, tog sig däremot namnet Roslin. Han blev först perukmakare, sedan (1683) rådman i Stockholm. Han skulle bli farfar till Alexander och hans son, Hans Roslin den yngre, blev far till Alexander.
På grund av faderns uppdrag kom familjen att flytta omkring i Sydsverige. Familjen bodde en tid i Kristianstad och en tid i Karlskrona, där Hans Roslin utnämndes till amiralitetsläkare. Då Alexander var nitton år gammal avled fadern 1737. I örlogsstaden Karlskrona fann den unge Alexander det naturligt att utbilda sig till skeppsbyggare, eftersom familjens ekonomi inte var särskilt god. Sin första konstnärliga utbildning fick Roslin av amiralitetstecknaren Lars Ehrenbill (1697–1747). Det var han som uppmärksammade Roslins konstnärliga talanger och gav honom rådet att vidareutbilda sig i Stockholm. Med ovanliga anlag för teckning och målarkonst lärde Roslin sig teckna av en amiralitetskapten Lars Ehrenbill i Karlskrona och började därefter öva sig i miniatyrmålning. Tanken var att han skulle utbilda sig till fartygsritare. År 1737 återvände Roslin till sina förfäders Stockholm och vid sexton års ålder blev han elev hos hovmålaren Georg Engelhard Schröder (1684–1750) i Stockholm, hos vilken han vistades till 1741. Schröder var hovporträttör hos Fredrik Vilhelm I av Preussen (1688–1740). Vi vet inte mycket om varför Roslin inriktade sig på porträtt. Men redan från början lade Roslin rent praktiska synpunkter på sitt yrkesval. Han insåg att en god porträttör alltid skulle ha avsättning för sina alster.
Roslin stannade hos porträttmålaren Schröder i fem år, då han var mellan arton och tjugotre år gammal. Hans lära där innebar grundlig hantverksutbildning. Därefter betraktade sig Roslin som färdigutbildad, men insåg att konkurrenssituationen i Stockholm var hård och kundkretsen begränsad.
Han började måla större porträtt i oljefärg. Hans gamle lärare Lars Ehrenbill uppmanade honom 1741 att flytta till Göteborg. Man har emellertid inte kunnat spåra några resultat av hans verksamhet där. År 1742 målade han ett par målningar för Hasslövs kyrka i Halland, Korsfästelsen och Uppståndelsen. I Skåne stannade han till 1745. Där fick Roslin nu sina första mer betydande beställningar av representanter för den skånska aristokratin. Han fick beställningar av medlemmar av familjerna Coyet (Trolle-Ljungby slott) och Lewenhaupt (Övedskloster). Överallt var han flitigt sysselsatt med porträttmåleri.

### I Bayreuth
Genom greve Nils Julius Lewenhaupt, överhovmästare i Bayreuth, fick Roslin kontakt även med markgreven av Brandenburg-Culmbach. År 1745 inviterades Roslin av Lewenhaupt, som var anställd vid markgrevliga hovet i Bayreuth, till sitt hov i Bayreuth. Roslin antog invitationen. Det innebar för honom en möjlighet att ta steget över till kontinenten med Italien och Paris som lockande slutmål för resor. I Bayreuth målade Roslin ett antal pastellporträtt av ett gästande italienskt operasällskap. Operahuset, en teater- och operabyggnad, Operahuset i Bayreuth eller Markgräfliches Opernhaus, byggdes 1744–1748 i samband med bröllopet mellan markgrevens dotter Elisabeth Fredrika Sofia av Brandenburg-Bayreuth och Karl Eugen av Württemberg. Greve Nils Julius Lewenhaupt lät Roslin måla ett porträtt av sig när han var på besök hos släktingar i Skåne och övertalade honom då att följa med honom till det markgrevliga hovet i Bayreuth. 1745 lämnade Roslin Sverige och begav sig till Bayreuth, där han blev kvar i tre år, men lyckades, mot löfte att återvända, 1747 fortsätta resan söderut. Roslin reste via Nürnberg, Neuburg och Innsbruck till Venedig Därifrån fortsatte han via Ferrara och Bologna till Florens, dit han ankom i juli 1748. Vid detta tillfälle skulle Roslin ha invalts i den florentinska konstakademien för att han inviterats till något av akademiens sammanträden, enligt en uppgift i en depesch till Gustav III från Ulrik Scheffer i Paris 1753 samt i dotterns memoarer.

### I Neapel, Rom och Parma
Från Bayreuth reste Roslin vidare till Italien för att studera de stora mästarnas verk. Från Florens fortsatte han via Livorno sjövägen till Neapel dit han anlände mot slutet av 1749. I Neapel fick han en beställning på ett helfigursporträtt av hertiginnan Tuttavilla. Han blev kvar i Neapel i 16 månader innan han, genom förmedling av den franske ambassadören, fick nästa engagemang i Parma. Hertigen i Parma, Filip av Parma, kallade Roslin till Parmahovet. På vägen från Neapel stannade Roslin upp i Rom, där fransmännen hade en konstskola och han för första gången hade möjlighet att få sig en uppfattning om den samtida franska konsten. Denna franska akademi hade som direktör Jean François de Troy och efter dennes död Charles-Joseph Natoire. De var båda porträttmålare, de Troy fortfarande i den barocka traditionen, Natoire mer en typisk representant för rokokons ideal.
I början av 1751 anlände Roslin till Parma, där han blev kvar ett år. I Parma var hans sysselsättning att porträttera bland andra den furstliga familjen i Parma 1752. Han målade bland annat ett porträtt av hertigen av Parma, ett porträtt av officiell karaktär. Porträttet av hertigen av Parma återges i halvprofil höger, stolt rak i ryggen och betraktad en smula underifrån. Han är praktfullt klädd. Den barocka bildtraditionen lever vidare, även om man kan se att Roslin intresserade sig för färdighet i att återge olika stoffer. Porträttet finns kvar och det följer nära det mönster Roslin utvecklat redan hemma i Sverige. 

### I Paris
År 1752 lämnade Roslin Parma för Paris, där han bosatte sig för gott. Med sig till Paris hade han ett rekommendationsbrev från hertiginnan av Parma (Marie-Louise-Elizabeth av Frankrike) till hennes systrar, Les mesdames de France. Marie-Louise-Elizabeth av Frankrike var äldsta dotter till Ludvig XV av Frankrike. Roslin erbjöds sålunda kontakter på högsta social nivå, det vill säga till hovet i Versailles. Förtroendet innebar också ett högt spel. Nu var Roslin tvungen att konstnärligt motsvara de högt ställda förväntningar man skulle kunna ställa. Förutom rekommendationsskrivelsen från hertiginnan av Parma var den andra vägen in i det parisiska etablissemanget genom den svenska legationen och dess tjänstemän. Dessa fungerade som introduktörer i den franska societeten. 

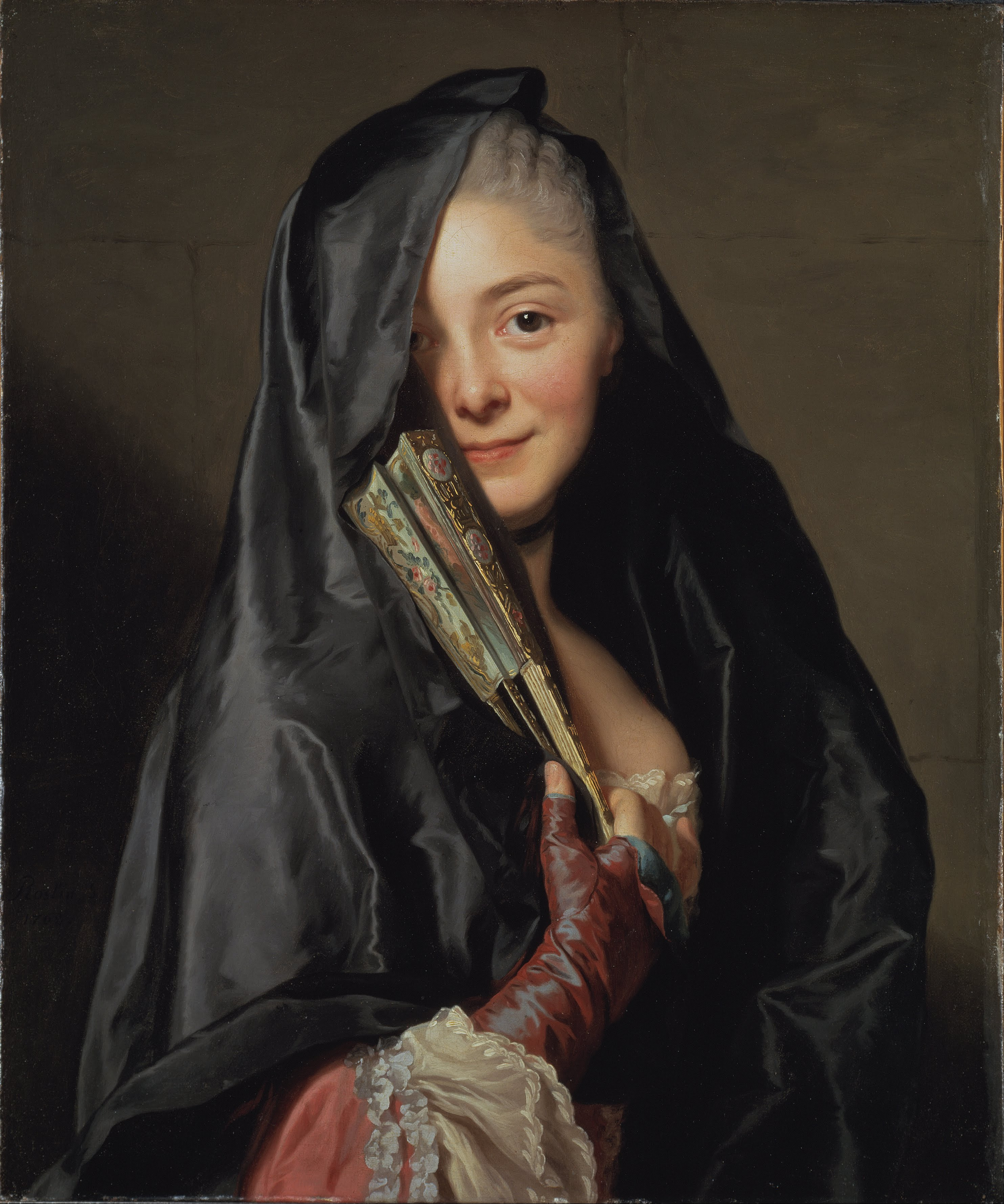
Damen med slöjan (1768). Nationalmuseum, Stockholm

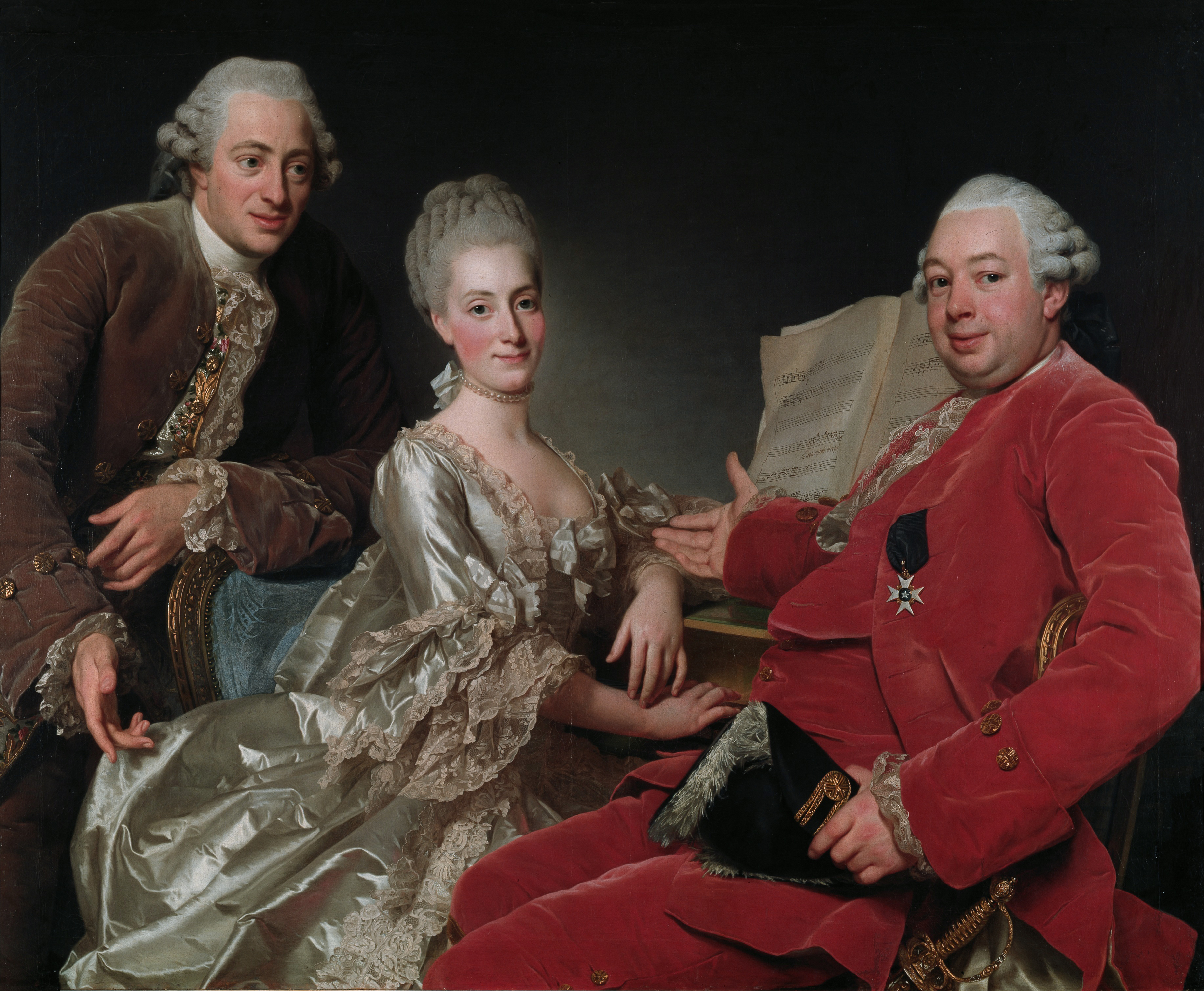
Brukspatron John Jennings, hans bror och svägerska (1769), Nationalmuseum.

I den franska huvudstaden togs han emot som en mästare i sin konst och blev 1753 ledamot av Académie royale de peinture et de sculpture. Den 8 januari 1759 gifte han sig med pastellmålaren Marie-Suzanne Giroust, även hon ledamot av Académie royale de peinture et de sculpture. Paret fick tre söner och tre döttrar. Roslin målade hennes porträtt 1768 i målningen Damen med slöjan, samt 1767 i dubbelporträttet Konstnären och hans hustru Marie Suzanne Giroust målande Henrik Wilhelm Peills porträtt som köptes av Nationalmuseum 2013.
Han och hans porträttmåleri kom i ropet och en betydande triumf vann han 1765, då han i tävlan med Jean-Baptiste Greuze målade en stor bild av familjen La Rochefoucauld och vann priset. Kort innan hade han utfört ett av sina främsta arbeten: målningen föreställande Ludvig XV:s mottagande vid Hôtel de Ville i Paris efter sin konvalescens i Metz. Tavlan med över trettio figurer, alla i olika dräkter, utfördes på beställning av staden Paris och sattes upp i Hôtel de Ville, men förstördes senare när byggnaden eldhärjades under Pariskommunen 1871.
Roslin målade även flera gånger den franska kungafamiljen samt en mängd främmande furstar, bland andra Gustav III och hans bröder i överläggning om en fälttågsplan, vilken nu har sin plats på Nationalmuseum. Under utförandet av dessa och en mängd andra målningar utvecklade han sin konstnärliga förmåga, i synnerhet i behandlingen av vissa tekniska detaljer. En alldeles ovanlig utmärkelse fick han 1770 och 1771, då han, trots att han var en utlänning, fick en pension och en fri bostad i Louvren. Redan 1767 hade han hedrats med att kallas till conseiller eller ledamot av Franska Akademien.
Han var ofta omgiven av svenskar som var på besök i Paris och bistod även resande svenska konstnärer med råd och stöd. Åren 1774–1775 besökte Roslin Sverige, där han invalts i Konstakademien, märkligt nog som utländsk hedersledamot. Under besöket målade han då medlemmarna av kungafamiljen, sitt självporträtt och vad som är känt, endast två enskilda personer: riksrådet Carl Fredrik Scheffer och Carl von Linné.
Vid sin återresa till Paris reste han över Sankt Petersburg. Kejsarinnan Katarina II av Ryssland, av vilken han utförde flera bilder, försökte på alla sätt få honom i sin tjänst, men Roslin avböjde hennes lockande anbud och återvände till Frankrike. Här fortsatte han att arbeta till sin död.
Roslin var ledamot av Målareakademien i Wien och Konstakademien i Florens och finns representerad vid bland annat Göteborgs konstmuseum, Norrköpings konstmuseum, Länsmuseet Gävleborg och Nationalmuseum i Stockholm.

## Eftermäle

### Betydelse och erkännande
Roslins huvudsakliga styrka ligger i hans överväldigande färgprakt som han förtjusade och hänförde sin samtid med. Roslin var i främsta rummet virtuosen, som på ett raffinerat sätt kunde återge stoffer. Ansiktena på hans målningar kunde vara stela och livlösa, fastän detta långt ifrån var regeln – men med överlägsen virtuositet målade han kläder – siden, guld, broderier och sammet.
Damen med slöjan är även återgiven av Postverket på ett av märkena i frimärksserien Gustaviansk konst 1972. Porträttet av Linné finns på två av de frimärken som utgavs 1939 vid Kungliga Vetenskapsakademiens 200 årsjubileum. Roslinvägen i Södra Ängby, Stockholm samt Roslins väg på Ribersborg, Malmö är uppkallade efter Alexander Roslin.

### Utmärkelser
Gustav III instiftade Vasaorden vid sin kröning den 29 maj 1772. Som en av den första att motta denna utmärkelse var Alexander Roslin, han undertecknade därefter sina verk med Le Chevalier Roslin vilket på svenska blir Riddaren Roslin.
- Kommendör av Vasaorden i briljanter - 1772

## Verk (urval)

Grevinnan Kataryna Zamoysk (1753)
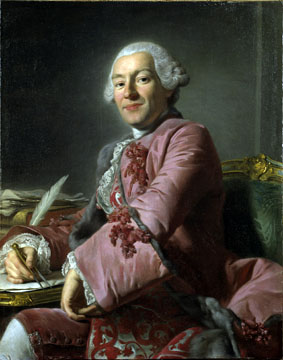
Friherre Carl Fredrik Adelcrantz (1754)
Friherrinnan de Neubourg-Cromière (1756)
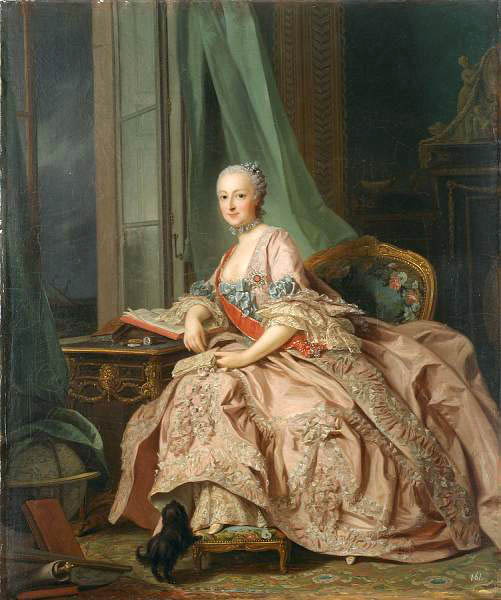
Anastasija Trubetskaja (1757)
Ulrik Scheffer (1763)
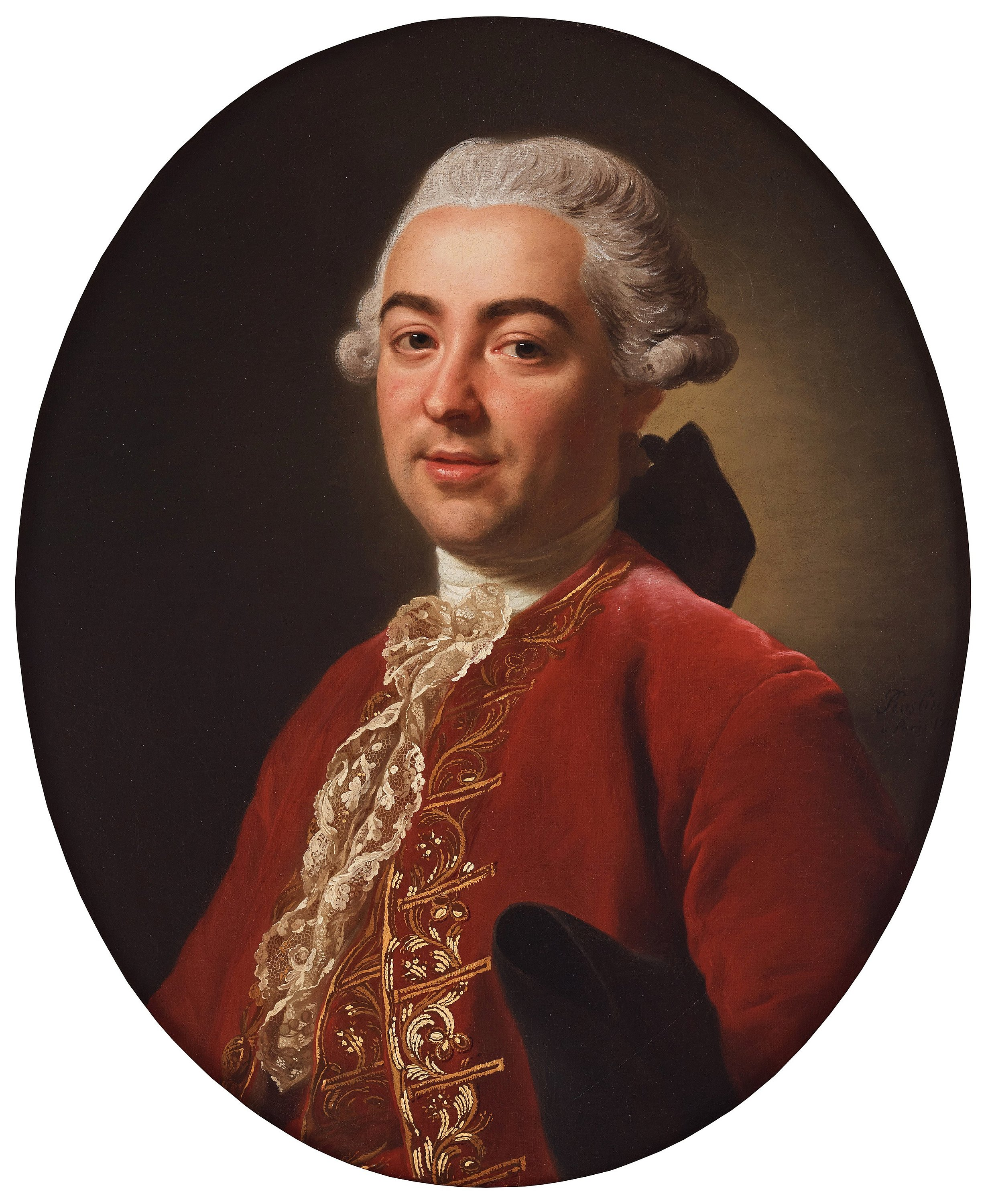
Arthur Montaudoüin de Launay (1766)
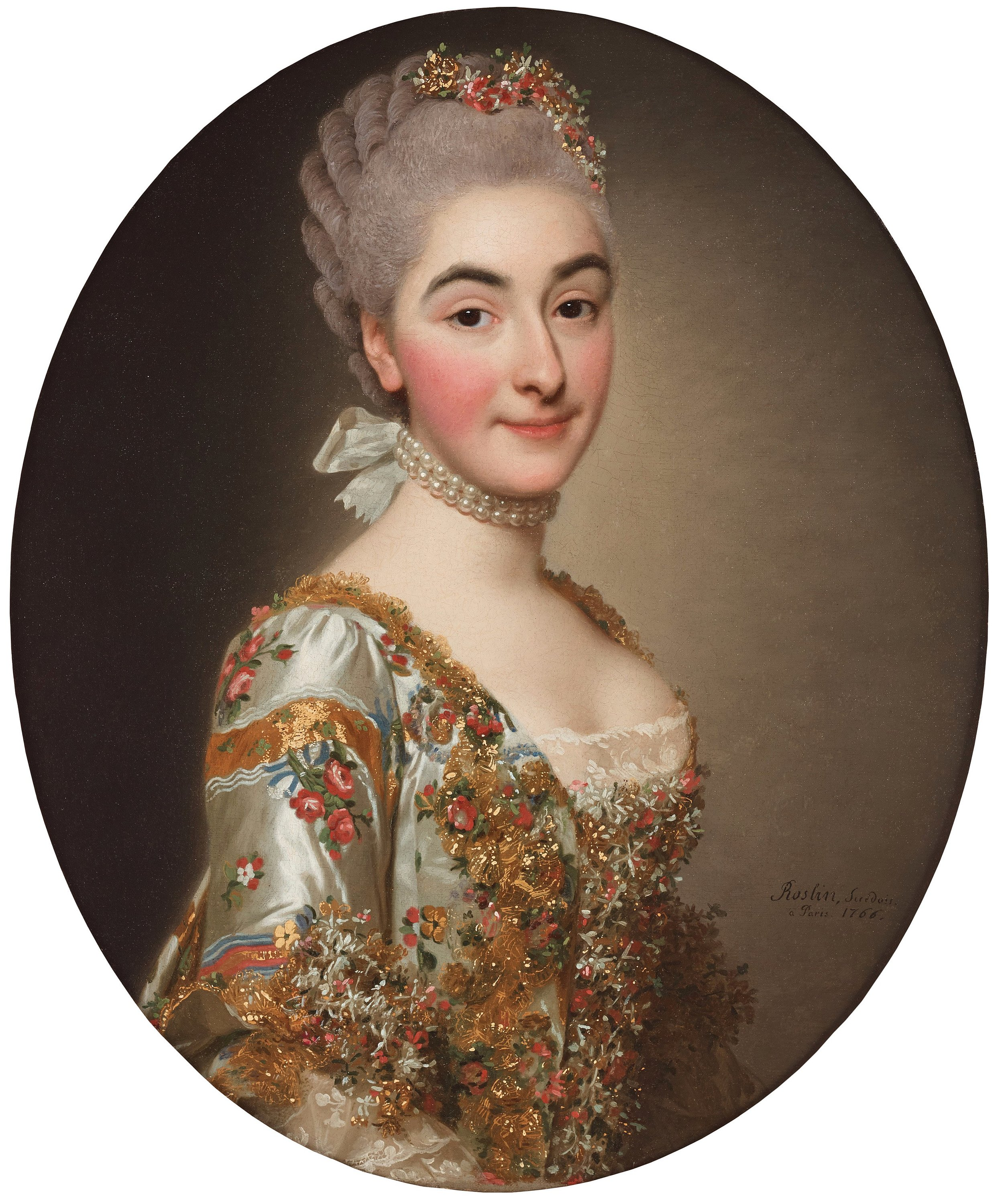
Antoinette Agathe Montaudoüin de Launay (1766)
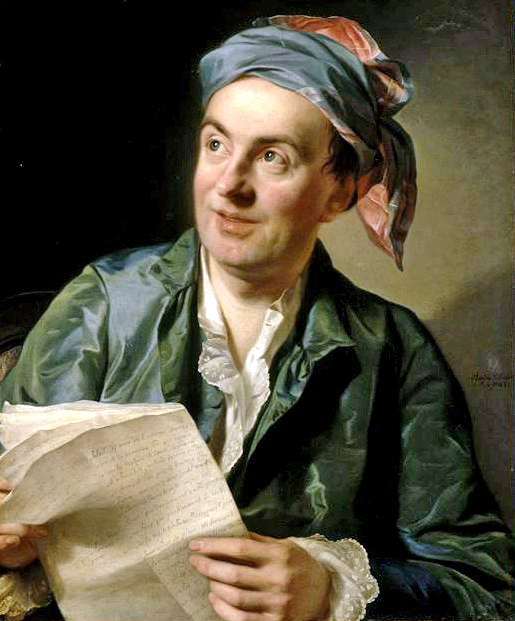
Författaren Jean-François Marmontel (1767)
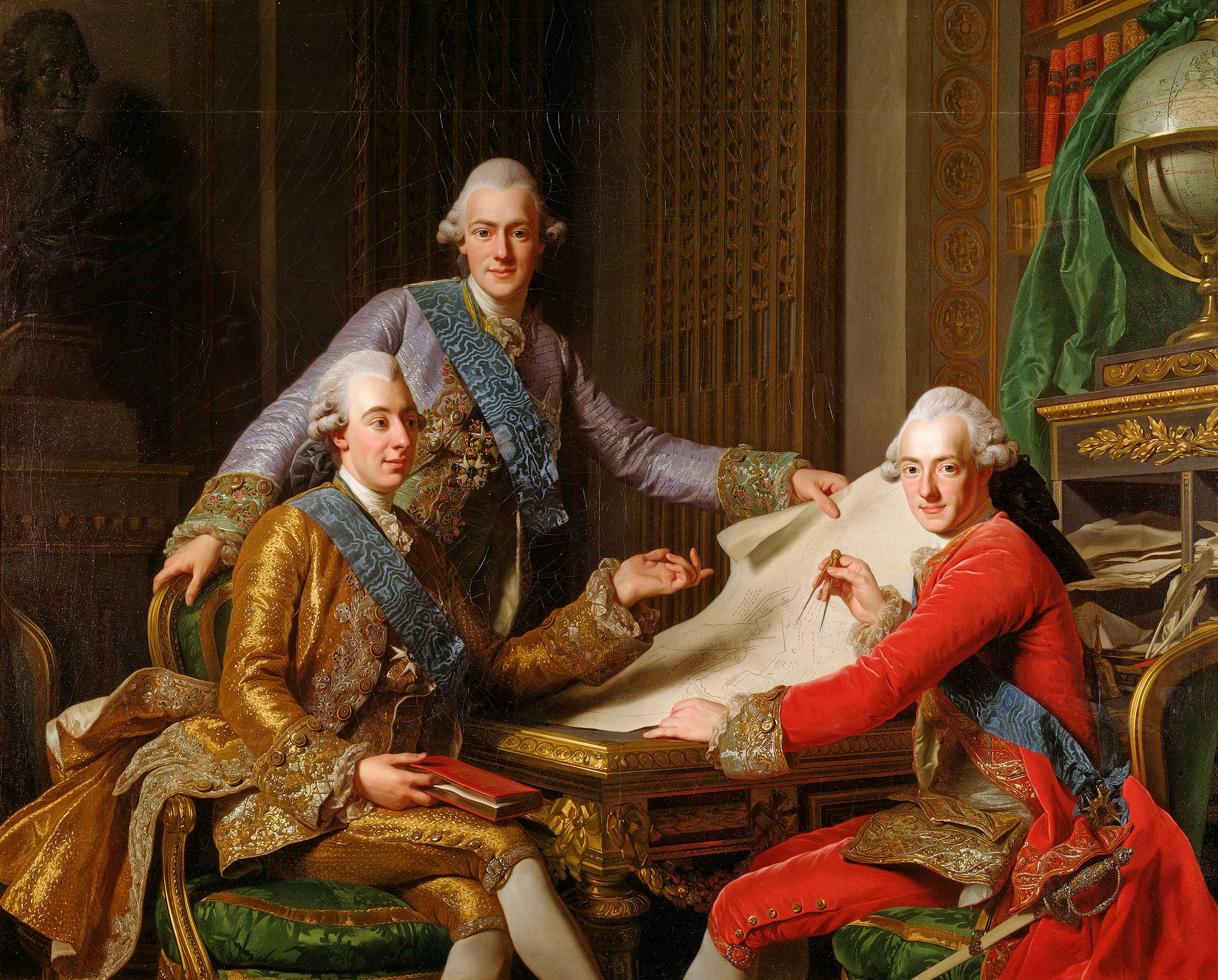
Gustav III och hans bröder (1771)
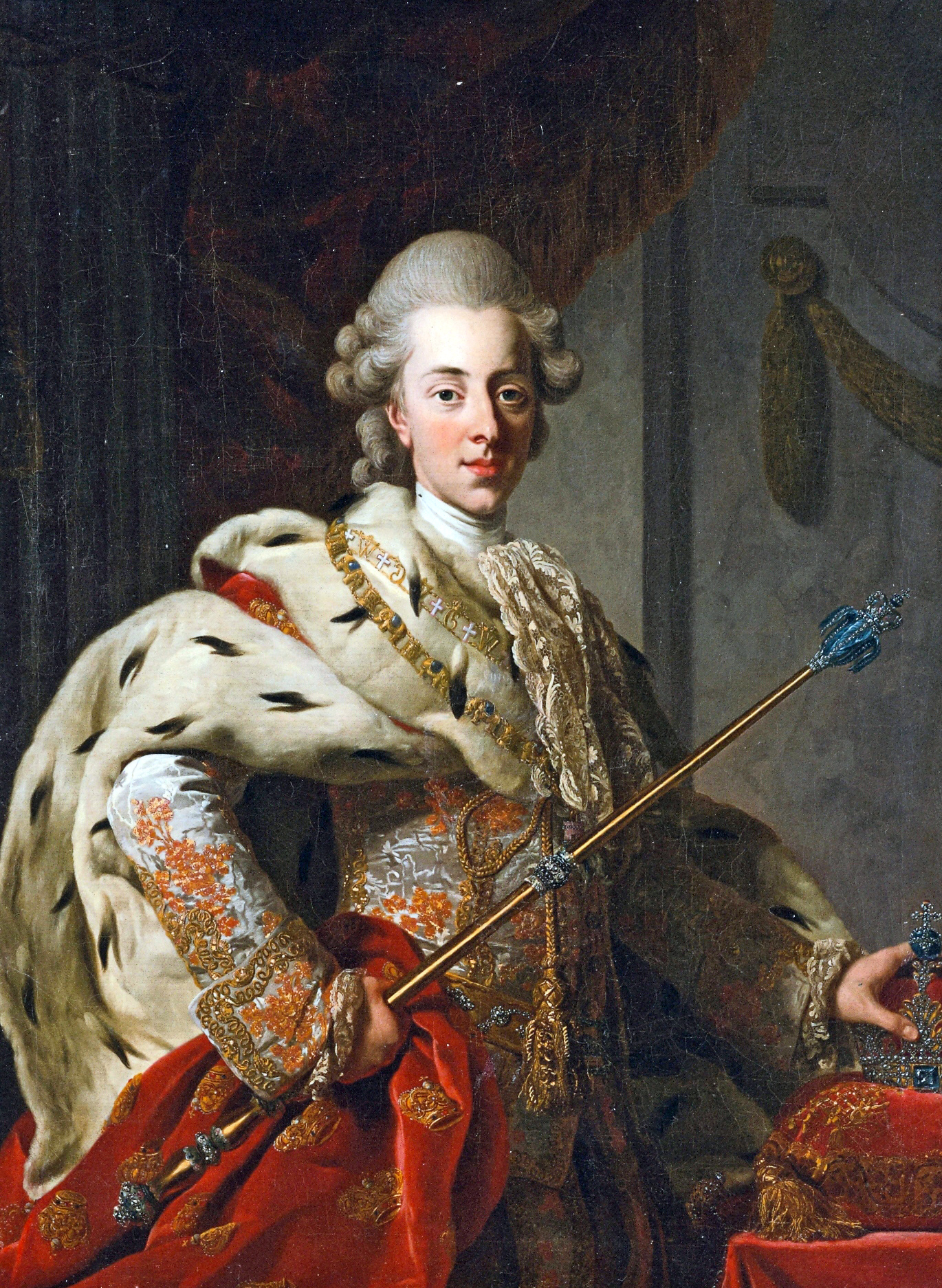
Kristian VII av Danmark (1772)
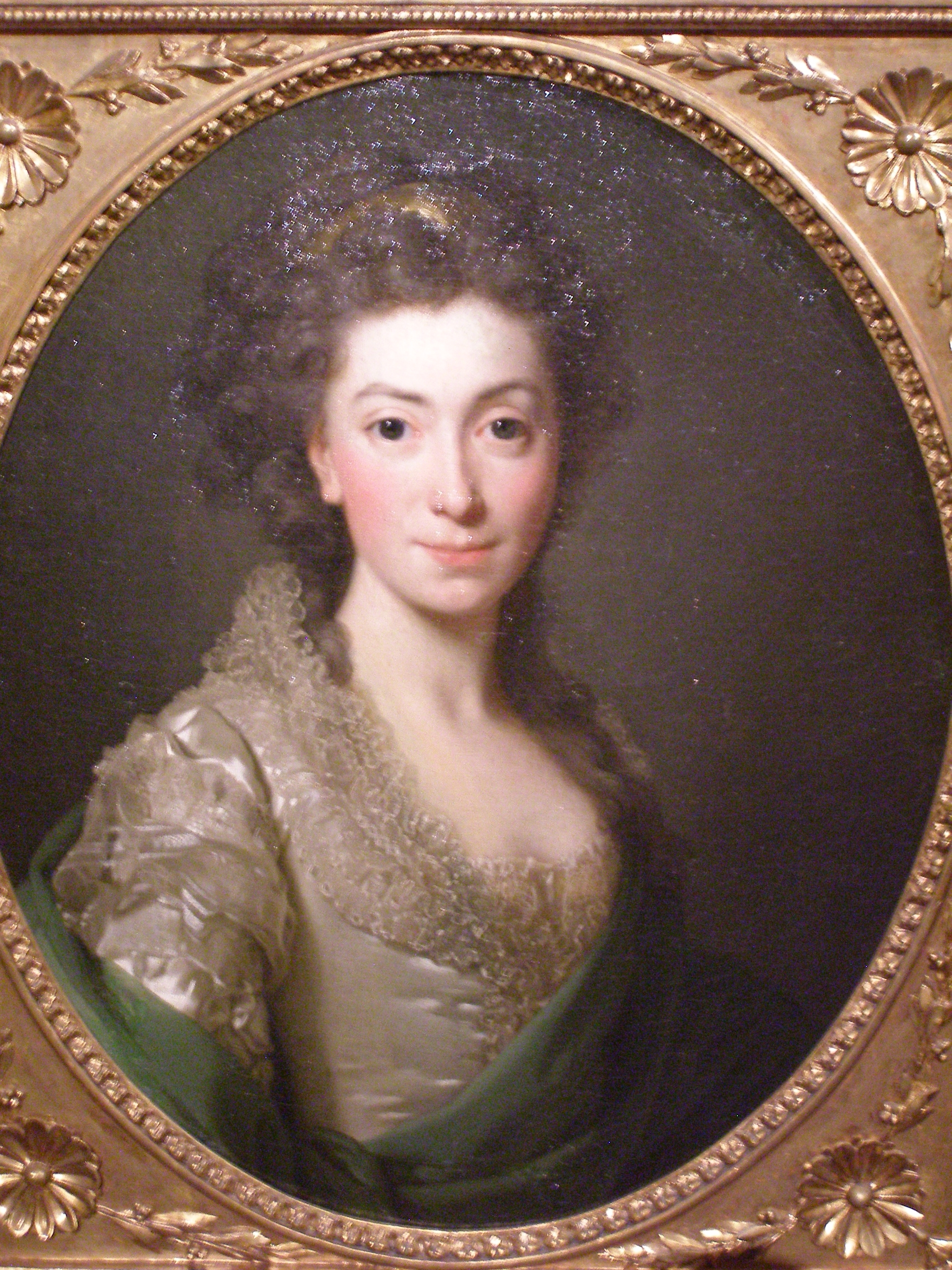
Prinsessan Izabela Czartoryska (1774)
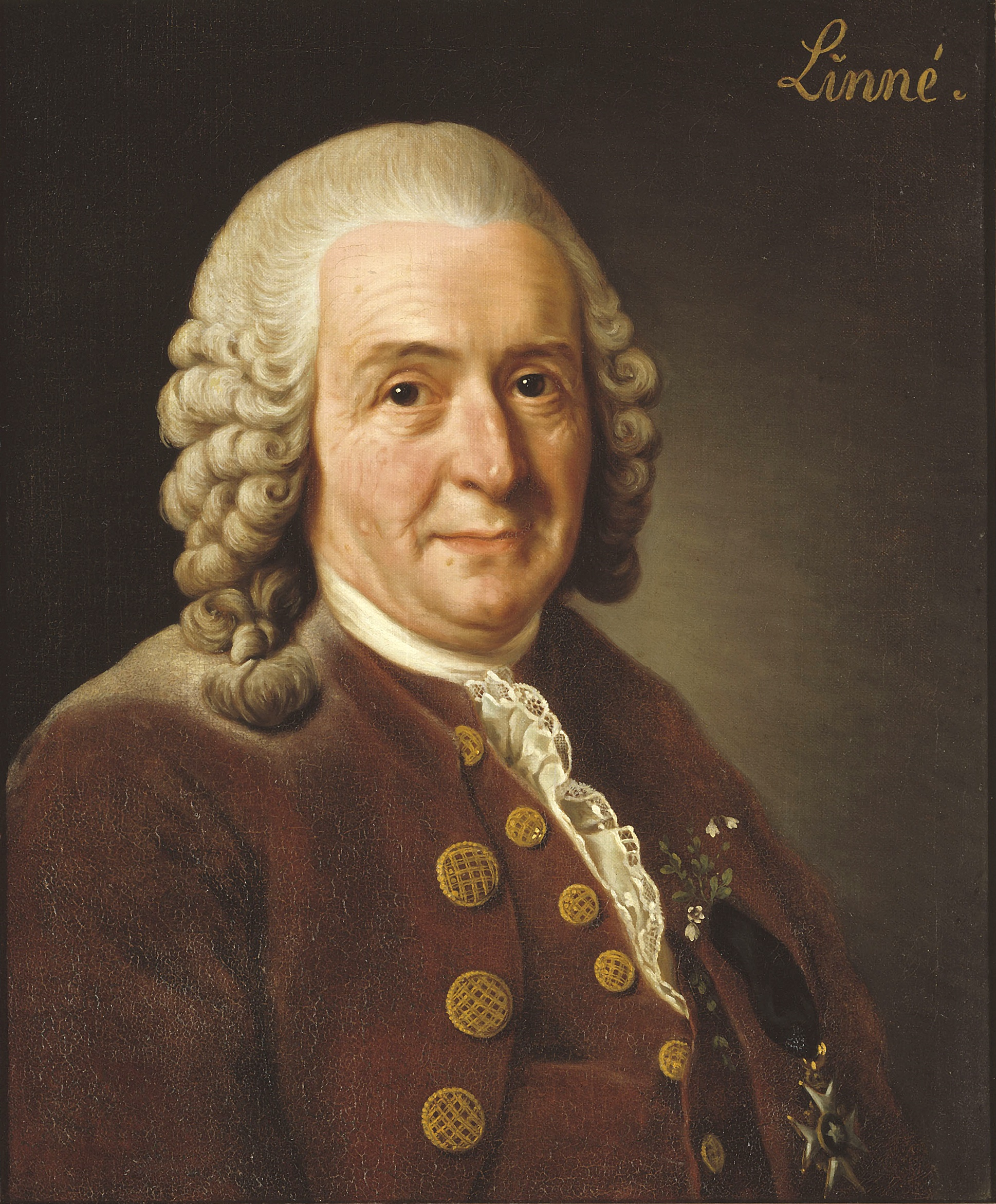
Carl von Linné (1775)
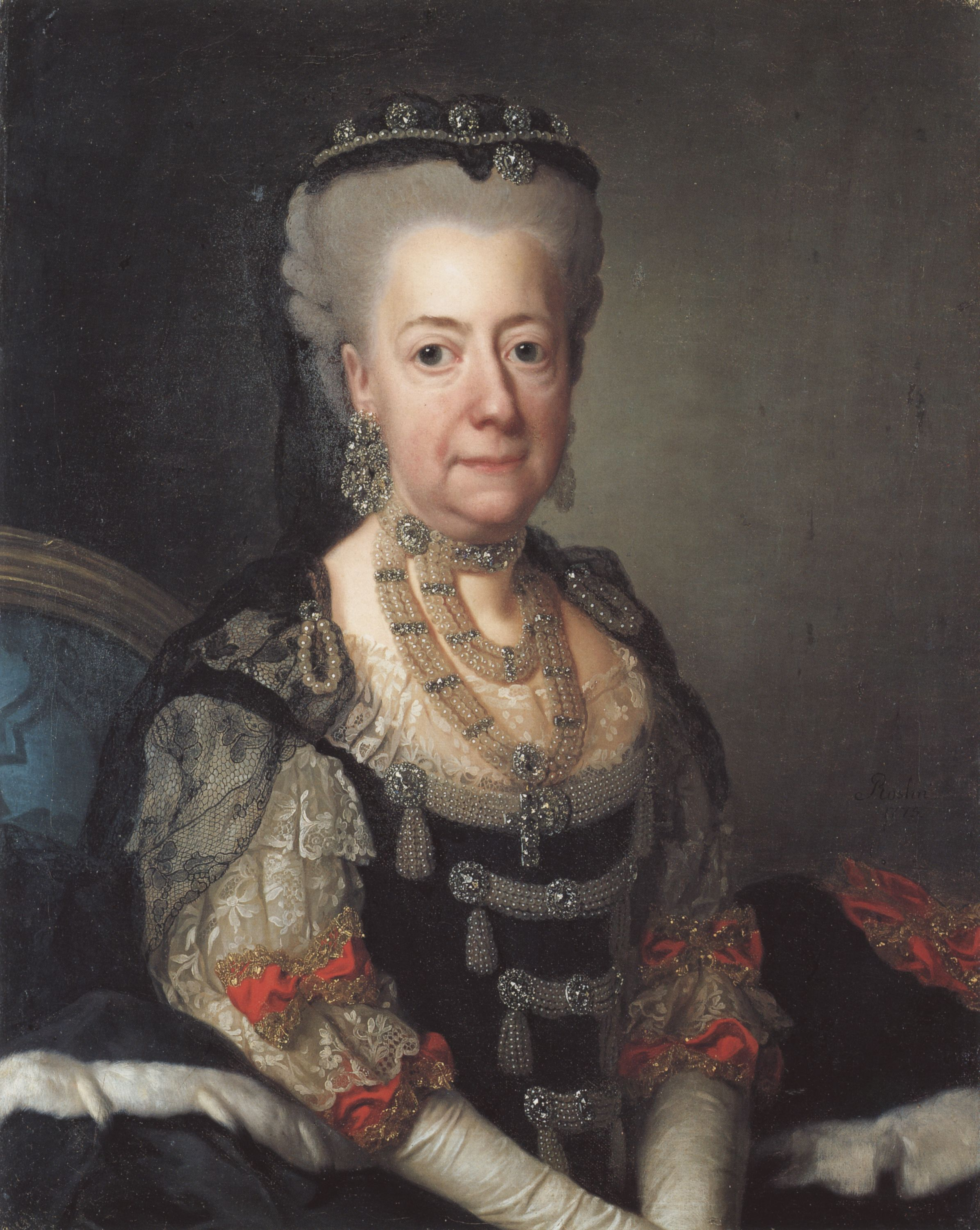
Änkedrottning Lovisa Ulrika (1775)
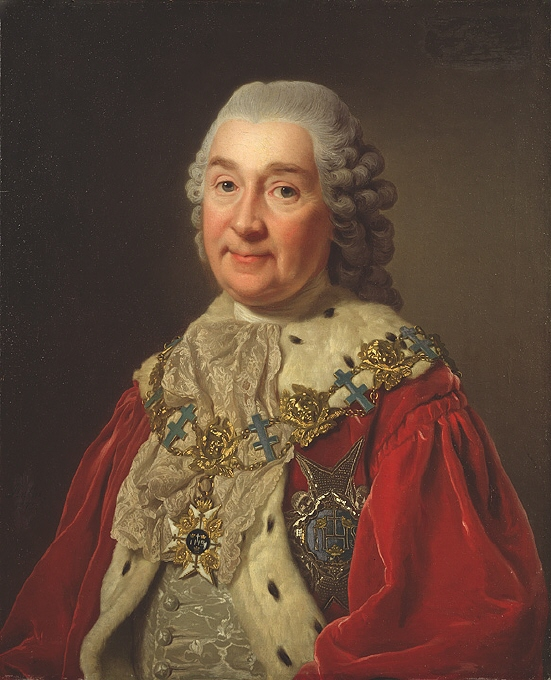
Riksrådet Carl Fredrik Scheffer (1775)
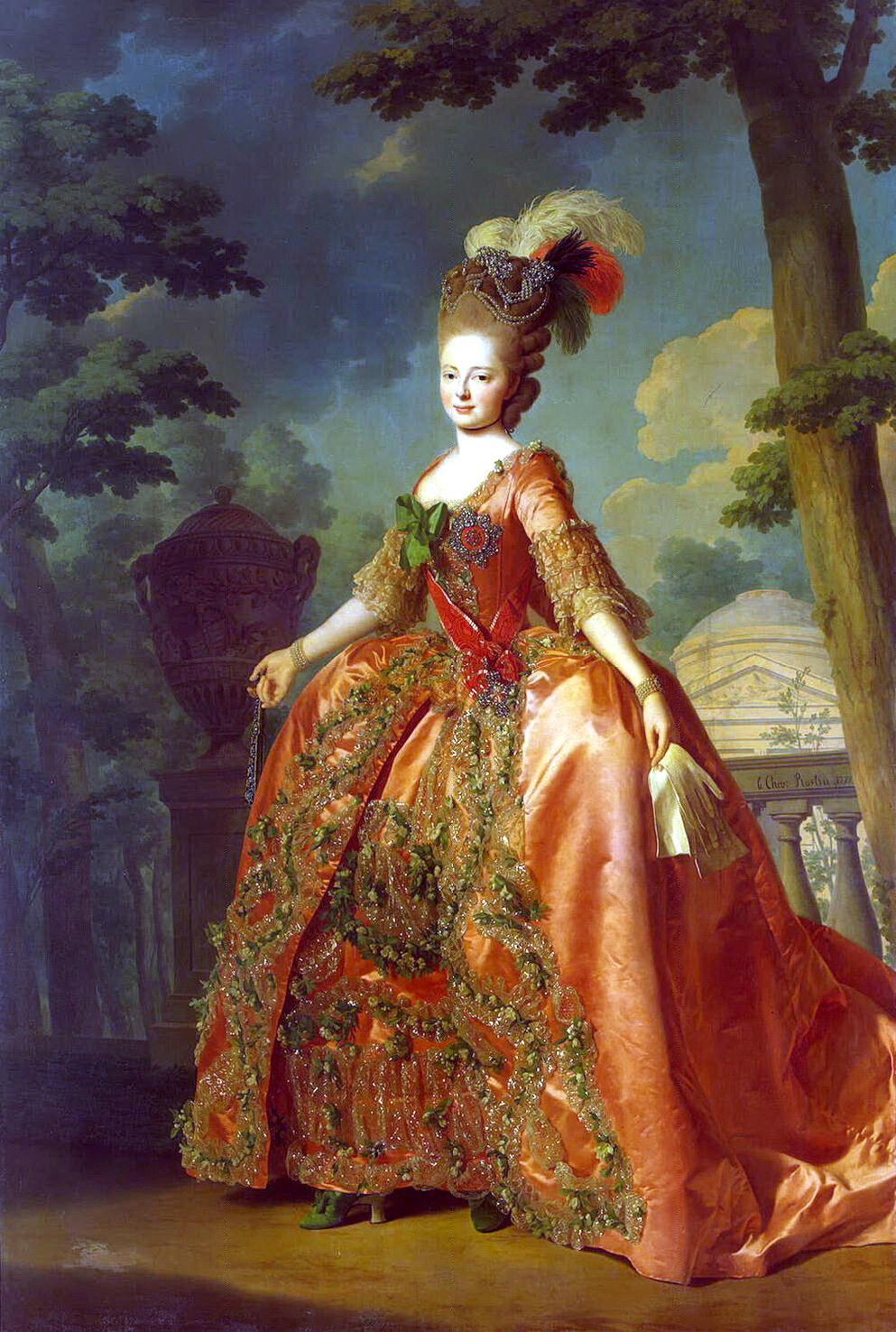
Maria Fjodorovna (Sofia Dorotea av Württemberg) (1777)
Gustav III (1777)
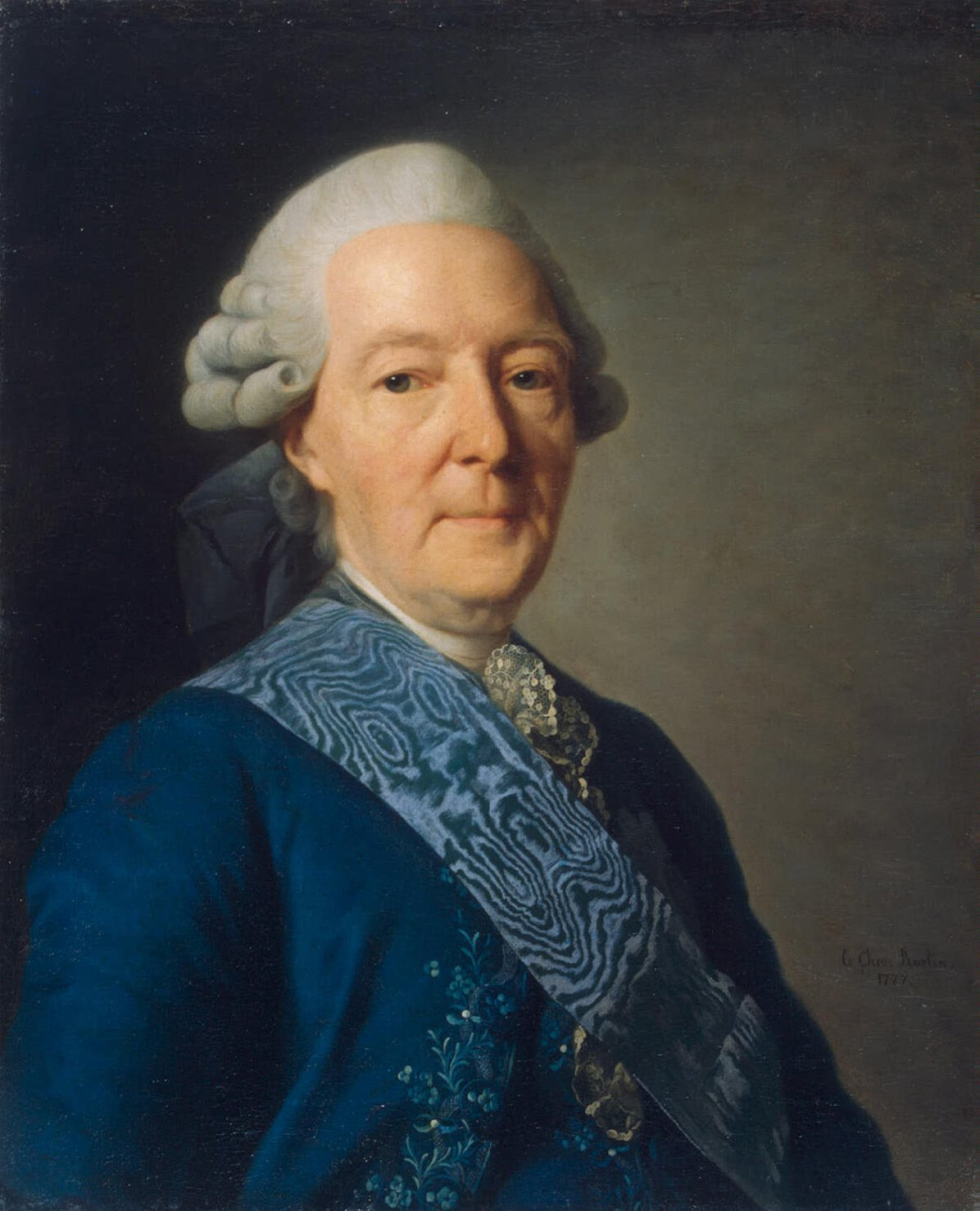
Ivan Betskoj (1777)
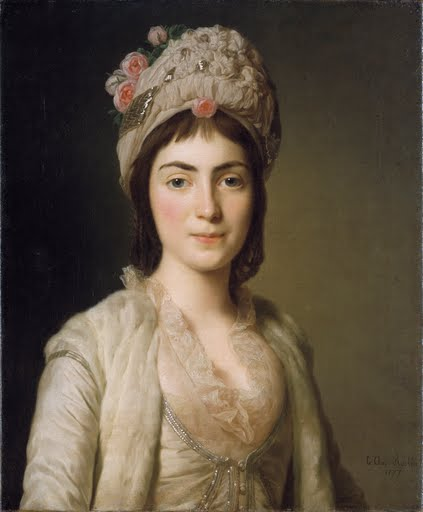
Zoie Ghika, prinsessa av Moldau och Valakiet (1777)
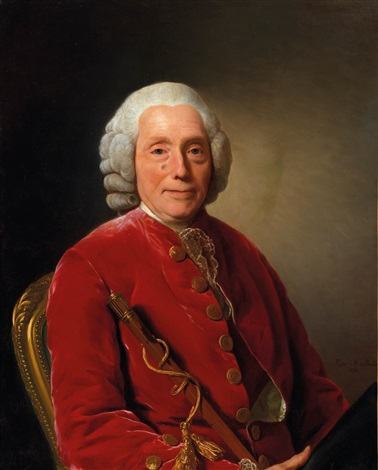
Porträtt av den förmögne skatteindrivaren Adrien Jacques Puissant (1780)
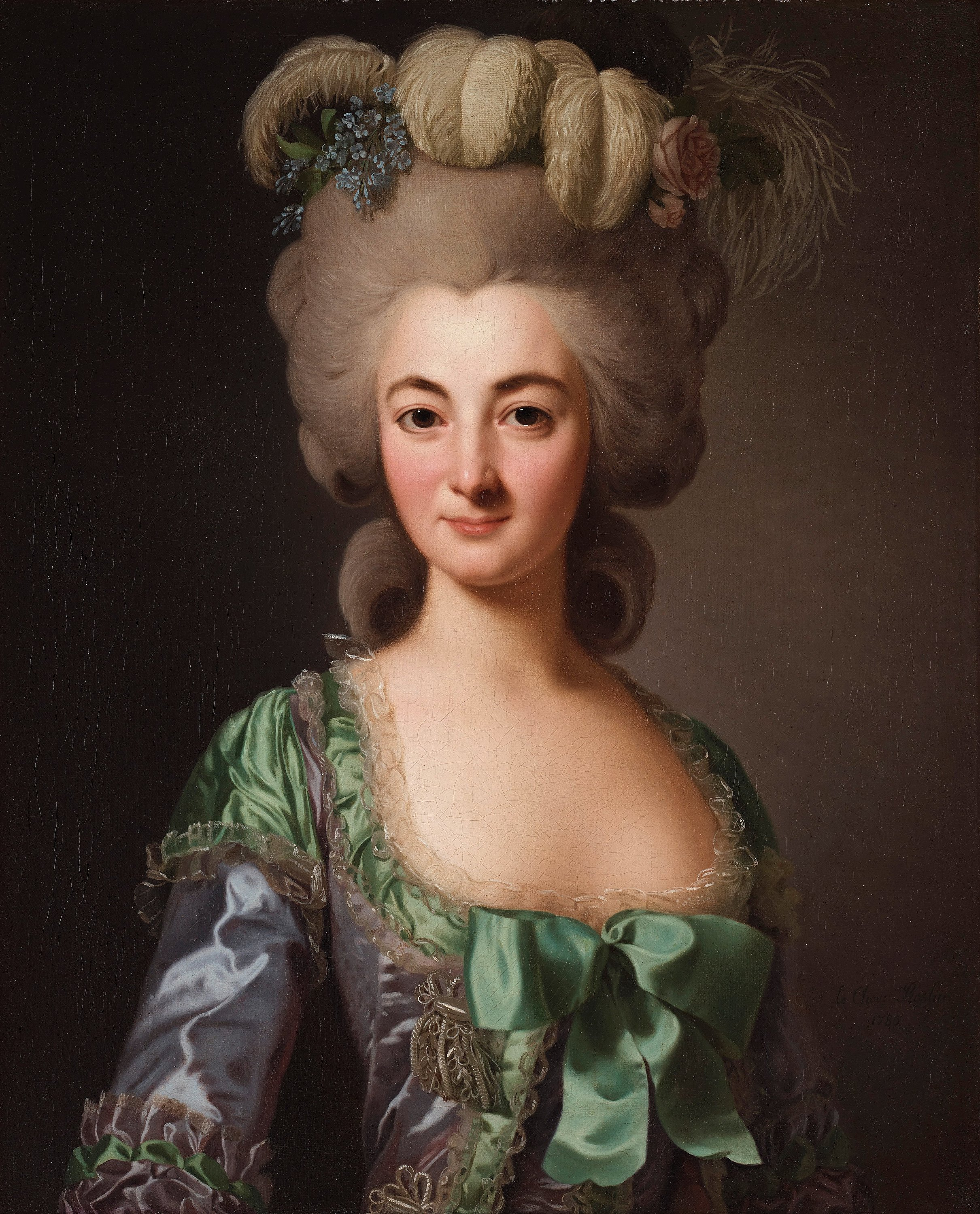
Porträtt av Henriette Agathe Rose Foâche (1780)
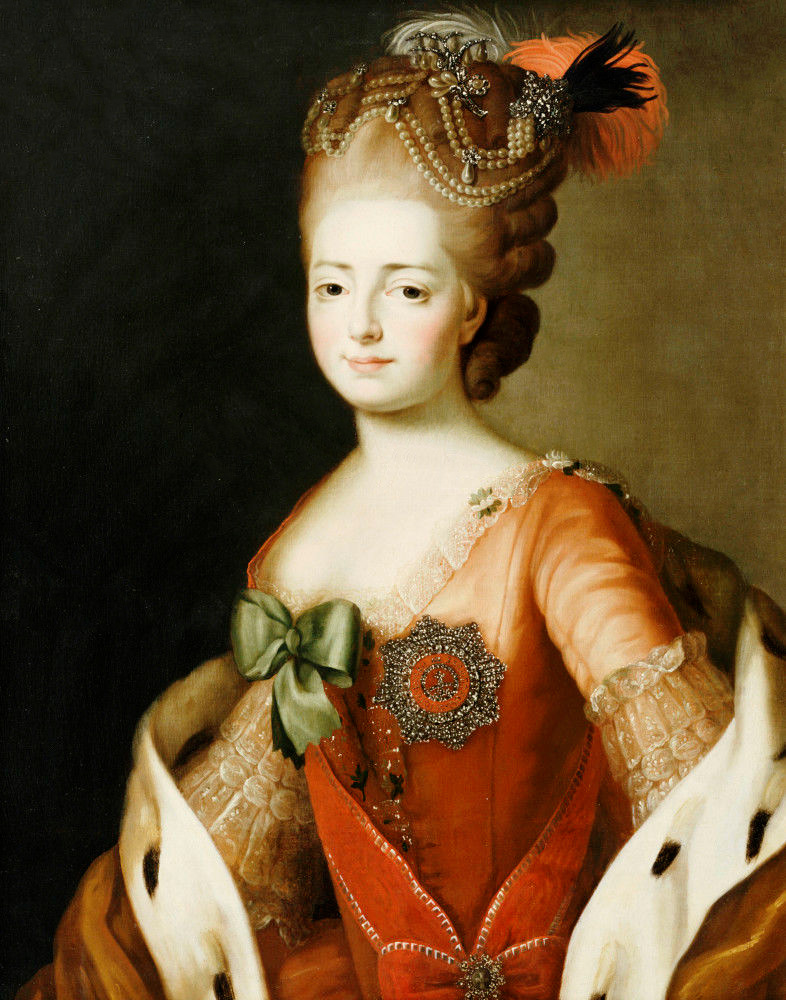
Maria Fjodorovna (Sofia Dorotea av Württemberg) (ca. 1780)
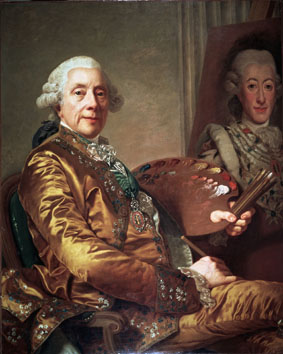
Självporträtt (1790)